# Aptinothrips elegans
Aptinothrips elegans är en insektsart som beskrevs av Hermann Priesner 1924. Aptinothrips elegans ingår i släktet Aptinothrips, och familjen smaltripsar. Arten är reproducerande i Sverige.